# Tupaia minor
La tupaia pigmea (Tupaia minor) è una specie di tupaia diffusa dall'India centro-orientale alle isole indonesiane di Giava e del Borneo.
Se ne conoscono 5 sottospecie:
- Tupaia minor caedis (Chasen & Kloss, 1931)
- Tupaia minor humeralis (Robinson & Kloss, 1919)
- Tupaia minor malaccana (Anderson, 1879)
- Tupaia minor minor (Günther, 1876)
- Tupaia minor sincipis (Lyon, 1911)

Misura circa 25 cm di lunghezza, coda compresa: il dorso è di colore bruno-giallastro, più scuro man mano che dalla testa si prosegue verso il posteriore.
Il ventre e la gola sono bianco crema.
Sono animali diurni ed arboricoli: vivono in coppie stabili, che pattugliano costantemente il territorio alla ricerca di cibo (principalmente invertebrati) e per controllare l'eventuale presenza di intrusi, che vengono scacciati in malo modo.